# Юримён-ван
Юримён-ван (?—18 н. э., прижизненное имя — Юри или Юрю) был вторым правителем раннефеодального корейского государства Когурё. Основным источником сведений о его жизни и правлении является историческая летопись Самгук саги.

## Детство и юность
Будучи старшим сыном Ко Чжумона (Чумон), основателя Когурё, Юри воспитывался на его родине. В 19 г. до н. э. он отправился вместе со своей матерью ко двору для встречи с отцом.
После того, как Ко Чжумон (Чумон) объявил Юри своим наследником, над двумя его единокровными братьями Онджо и Пирю нависла опасность, и они вынуждены были бежать вместе с матерью на юг полуострова, где Онджо впоследствии стал основателем второго из трёх корейских государств — Пэкче (согласно другой версии, озвученной в Самгук саги, его основал Пирю). Юри же тем временем занял на троне место своего отца.

## Правление
В хрониках Юри описывается как влиятельный и успешный в военном отношении правитель. В 9 г. до н. э. он завоевал державу сюнну, а шесть лет спустя — перенёс столицу своего государства в Хвандо (современный Цзиань на северо-востоке Китая).